# Andrew Lonergan
Andrew Michael Lonergan, né le 19 octobre 1983 à Preston (Angleterre), est un footballeur anglais. Il est sans contrat depuis le 1er juillet 2025.

## Biographie
Andrew Lonergan commence sa formation au football dans le club de Preston North End. Il y demeure de nombreuses années, jusqu'au 25 juillet 2011, date à laquelle, à 27 ans, il signe un contrat en faveur de Leeds United, qui recherchait un gardien de but à la suite du départ de Kasper Schmeichel. L'été suivant, il fait les frais de la restrucutration de l'effectif et donc de l'arrivée de Paddy Kenny à son poste et il est transféré le 17 juillet à Bolton Wanderers contre une somme avoisinant les 200 000 livres.
Le gardien est considéré comme provocateur envers les supporters adverses. En septembre 2010, il est condamné à une amende de 5 000 £ infligée par la Fédération d'Angleterre de football pour avoir eu « des gestes abusifs et provocateurs » à l'encontre des supporters de Burnley, à l'issue d'une défaite 4-3 de Preston à Turf Moor.
À l'issue de la saison 2014-15, il est libéré par Bolton. 
Le 19 juin 2015, il rejoint Fulham. Le 8 juin 2016, à la suite de 31 matchs dans toutes les compétitions pour Fulham, il rejoint
les Wolverhampton Wanderers.
Le 27 août 2017, il rejoint Leeds United, mais au bout d'une saison il est libéré par le club.
Le 2 août 2018, il rejoint Middlesbrough.
Le 7 février 2019, il est prêté à Rochdale.
Le 12 août 2019, il rejoint Liverpool, club avec lequel il remporte la Coupe du monde des clubs 2019.
Le 9 janvier 2021, il rejoint librement West Bromwich Albion.

## Carrière internationale
Lonergan joue un match en faveur de l'équipe d'Irlande des moins de 16 ans, mais décide ensuite de rester fidèle à la sélection anglaise. Il est sélectionné ensuite en équipe d'Angleterre espoirs, mais il ne joue aucun match.